# マルタ・マングエ
マルタ・マングエ・ゴンサレス（Marta Mangué González、1983年4月23日 - ）は、スペイン・カナリア諸島州ラス・パルマス県ラス・パルマス・デ・グラン・カナリア出身の女子ハンドボール選手。フランス女子ハンドボール選手権のブレストBH所属。2018年9月7日時点で、ハンドボールスペイン女子代表では301試合に出場して1034得点を挙げている。

## 経歴
2004年にはギリシャ・アテネで開催されたアテネオリンピック・ハンドボール競技に出場し、スペイン代表は準々決勝で敗れた（6位）。2005年にアルメリアで開催された地中海競技大会で、スペイン代表は金メダルを獲得した。
2008年にマケドニアで開催された欧州選手権で、スペイン代表は準決勝でハンドボールドイツ女子代表を破ったが、決勝でハンドボールノルウェー女子代表に敗れて準優勝だった。マングエ自身は得点ランキングで3位となった。
2011年にブラジルで開催された世界選手権で、スペイン代表は銅メダルを獲得した。スペイン代表が世界大会でメダルを獲得するのは史上初のことだった。
2012年にはイギリス・ロンドンで開催されたロンドンオリンピック・ハンドボール競技に出場し、スペイン代表は銅メダルを獲得した 。マングエ自身はベスト7に選ばれている。

## 人物
マングエはバイセクシャルである。2016年9月には女性のパートナーが子どもを出産した。

## 所属クラブ
- 2000-2002  BMレムーダス（英語版）
- 2002–2004  BMサグント（英語版）
- 2004–2007  CBアマデオ・トルタハーダ（英語版）
- 2007–2011  チーム・エスビャウ（英語版）
- 2011–2012  ZRKザイェチャル（英語版）
- 2012–2015  フルーリー・ロワレHB（英語版）
- 2015–  ブレストBH（英語版）

## タイトル

### クラブ
- BMサグント（英語版）
  - ディビシオン・デ・オノール(1) : 2005
- CBアマデオ・トルタハーダ（英語版）
  - ディビシオン・デ・オノール(2) : 2006, 2007
- ZRKザイェチャル（英語版）
  - リーガ・セルビア(2) : 2012, 2013
- フルーリー・ロワレHB（英語版）
  - クープ・ドゥ・フランス(1) : 2014
  - クープ・ドゥ・ラ・リーグ(1) : 2015
  - リーグ・フランス(1) : 2015

### スペイン代表
- 欧州女子ハンドボール選手権 銀メダル(2) : 2008, 2014
- 世界女子ハンドボール選手権 銅メダル(1) : 2011
- オリンピック 銅メダル(1) : 2012